# مغارة كاستريت
مغارة كاستريت، المعروف أيضًا باسمه الإسباني Gruta de Casteret أو Gruta Helada de Casteret، هو كهف جليدي من الحجر الجيري، يقع في أعالي جبال البرانس الإسبانية، داخل منتزه أورديسا ومونتي بيرديدو الوطني . اكتشفها نوربرت كاستريت في عام 1926، وهي تشتهر بغران سالا (القاعة الكبرى) التي تحتوي على بحيرة متجمدة بمساحة 2,000 متر مربع (22,000 قدم2)، وتكويناتها الجليدية، وبجدار جليدي بطول 20 متر (66 قدم) في غرفة ثانوية.

## وصف
تقع مغارة كاستريت في الجزء العلوي من ركام/ دهليز ثلجي على بعد 670 متر (730 يارد) من فجوة رولاند، ولها شرفة مدخل رائعة على بعد حوالي 50 متر (160 قدم)، وبارتفاع 15 متر (49 قدم). بعد 60 متر (200 قدم) يفتح الممر إلى غراند سال، بطول 70 متر (230 قدم) وعرض 60 متر (200 قدم) ، وارتفاع 4 متر (13 قدم). أرضيتها عبارة عن بحيرة متجمدة من الجليد الصافي تبلغ مساحتها حوالي 2,000 متر مربع (22,000 قدم2). تهيمن أعمدة جليدية كبيرة على نهاية الغرفة. على يسار الغرفة، تؤدي الفتحة إلى غرفة مود عند قاعدة جدار جليدي بطول 20 متر (66 قدم) يسمى نياجرا.
خلف غراند سال، تفسح الأرضية الجليدية الطريق لممر أرضي من الصخور بشكل أساسي يؤدي بعد 120 متر (390 قدم) إلى ممر ضيق بـ 3 متر (9.8 قدم) الذي يظهر في حقل لابياز على السطح. يُظهر مسح كاستريت الأصلي أن الممر يمتد لمسافة 100 متر (330 قدم)، لكن هذا لم يعد متاحًا.
المدخل الثالث، آبار فلورنس (Puits Florence)، يقع على الهضبة فوق الكهف. وهو بطول 60 متر (200 قدم)، بعمق 50 متر (160 قدم) عمودًا رأسيًا يدخل غراند سال.

## تاريخ
تم دخول الكهف لأول مرة من قبل عائلة كاستريت (نوربرت كاستريت، والدته وزوجته وشقيقه) في يوليو 1926 عندما استكشفوا معظم الممر الرئيسي. عاد هو وزوجته في سبتمبر 1926 وأنجزا الرحلة. اكتشفت واستكشفت غرفة مود في أغسطس 1950 من قبل كاستريت وابنتيه مود وجيلبرت. تم نزول المدخل الثالث، آبار فلورنس، لأول مرة في أغسطس 1975 بواسطة Club Martel.

## الجيولوجيا والتكوين
شُكلت مغارة كاستريت في الحجر الجيري الطباشيري. الجليد في غراند سال عبارة عن برك وتشكل نتيجة لتدفق الهواء البارد عبر النظام، مع وجود مناطق خارج المسحب عبارة عن ماء. يعتبر الجليد الأعمق قديمًا جدًا، ومن المحتمل أنه يمثل فترة باردة من العصر الرباعي. انخفض حجم الجليد في غراند سال منذ اكتشافه. في عام 1950، كان الدخول إلى غرفة مود بالزحف المنخفض عبر الأرضية الجليدية بعلو حوالي 30 سنتيمتر (12 بوصة). في عام 1988، أفيد أن الفجوة كانت مرتفعةً بـ 150 سنتيمتر (4.9 قدم) نتيجة لانخفاض الأرضية الجليدية.

## الوصول

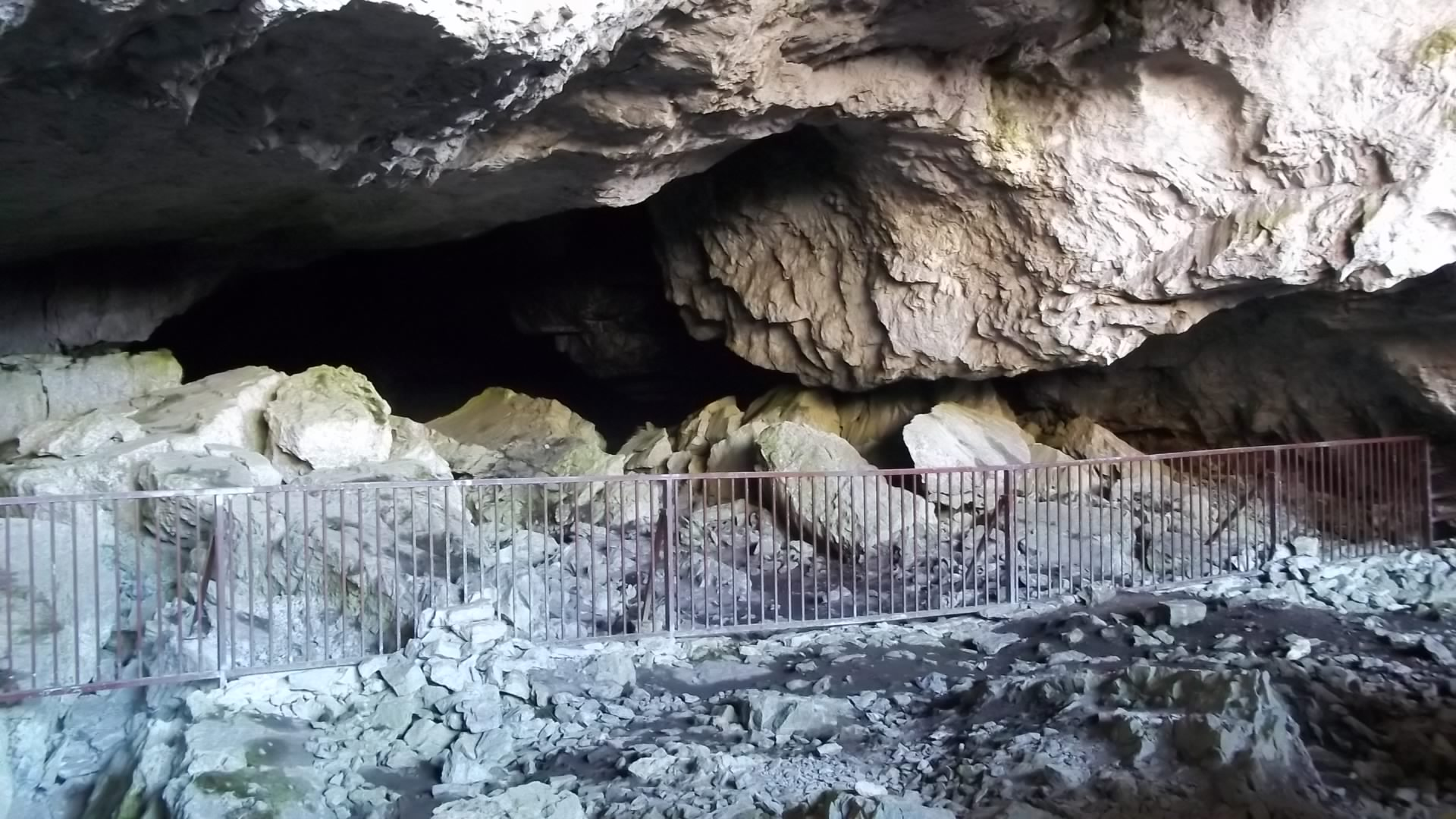
مغارة كاستريت

يتم التحكم في الوصول من قبل سلطات منتزه أورديسا ومونتي بيرديدو الوطني. أقيم حاجز داخل المدخل ولافتة تحظر دخول الزائر العرضي. يُسمح لمجموعتين من 6 من المستغورين بالوصول لمدة أقصاها أربعة أيام في الشهر.